# Ospedale San Paolo (Napoli)
L'Ospedale San Paolo è un presidio ospedaliero sito nel quartiere Fuorigrotta, nella zona ovest di Napoli. Serve un vasto bacino di utenza comprendente non solo i quartieri di Fuorigrotta e Bagnoli, ma anche quelli confinanti. Esso rientra nel territorio del Distretto sanitario n. 25. 

## Storia
L'Ospedale San Paolo è stato inaugurato nel 1972 e, nel corso del tempo, ha progressivamente adeguato le proprie strutture e procedure alle normative sanitarie vigenti, pur senza apportare modifiche rilevanti alla configurazione architettonica originaria. 
Nel 2005 è stato inaugurato il blocco operatorio centrale, con una superficie di oltre mille metri quadrati, comprendente quattro sale dedicate agli interventi in urgenza e in elezione. A partire dal 2008, il Pronto Soccorso ha introdotto il sistema di triage, finalizzato alla classificazione dei pazienti secondo criteri di priorità clinica.
Nel 2011 l'offerta clinica del presidio si è ampliata con l'integrazione delle Unità Operative di Urologia e Oculistica, trasferite dall'Ospedale CTO. Presso la struttura è attivo anche uno sportello di ascolto per la prevenzione e la presa in carico delle vittime di violenza, con relativo percorso assistenziale. Per l’eccellenza dimostrata nella cura delle patologie femminili, l'ospedale ha ottenuto il riconoscimento dei "Bollini Rosa" da parte dell'Osservatorio Nazionale sulla Salute della Donna nel 2010 e nel 2012.
Il San Paolo è inoltre convenzionato con l'Università degli Studi di Napoli Federico II per lo svolgimento delle attività formative riservate ai medici in formazione specialistica. Nel 2019 è stata attivata l'Unità Operativa Complessa di Cardiologia, e risulta programmata anche l'apertura di una terapia intensiva coronarica (UTIC).

## Struttura e reparti
La struttura rientra nei parametri di un Dipartimento d'emergenza e accettazione (DEA) di I livello, garantendo attività sanitarie sia in regime ordinario che in emergenza-urgenza. È sede di Pronto Soccorso generale, ostetrico-ginecologico e di un servizio di primo soccorso pediatrico, con la presenza continuativa di guardia medica attiva 24 ore su 24 nelle principali discipline previste per i DEA di primo livello, tra cui Medicina d'Urgenza, Ostetricia e Ginecologia, e Pediatria.
L'attività assistenziale viene erogata attraverso ricoveri ordinari, day hospital e day surgery, grazie alle Unità Operative presenti, che assicurano anche prestazioni specialistiche ambulatoriali.
Di seguito sono riportati i reparti:
- U.O.C. Anestesia e rianimazione
- U.O.C. Cardiologia
- U.O.C. Chirurgia generale
- U.O.C. Diagnostica per immagini
- U.O.C. Farmacia
- U.O.C. Medicina e Chirurgia d'accettazione e d'urgenza
- U.O.C. Medicina generale
- U.O.C. Medicina di laboratorio
- U.O.C. Medicina trasfusionale
- U.O.C. Neurologia
- U.O.C. Ortopedia e Traumatologia
- U.O.C. Ostetricia e Ginecologia
- U.O.C. Otorinolaringoiatria
- U.O.C. Pediatria
- U.O.C. Radiologia
- U.O.C. Urologia
- U.O.C. Chirurgia pediatrica
- U.O.S.D. Gastroenterologia ed Endoscopia digestiva
- U.O.S.D. Neonatologia e nido
- U.O.S.D. Oculistica
- Ambulatori[2]
  - Allergologia e Farmacoallergia
  - Agopuntura
  - Agopuntura e Fitoterapia Cinese
  - Dermatologia
  - Ematologia
  - Medicina Interna Integrata
  - Nefrologia

## Collegamenti
L'ospedale San Paolo è raggiungibile tramite:
- Metropolitana di Napoli
  -  Mostra (distante 1,5 km)
- Linee ferroviarie
  - Linea 2 - Napoli Campi Flegrei (distante 1,7 km)
  - Cumana - Mostra-Stadio Maradona (distante 1,5 km)
- Linee autobus ANM
  - 502 Piazzale Tecchio - Via Pisciarelli Tribunale
  - C3 Piazzale Tecchio - Piazza Salvemini
- Linee autobus EAV
  - 101 Napoli - Monte di Procida
  - 106 Piazzale Tecchio - Monterusciello

Le suddette linee autobus fermano antistante l'ospedale.